# 伊佩卡埃塔
伊佩卡埃塔（葡萄牙語：Ipecaetá）是巴西巴伊亚州的一个市镇。总面积393.904平方公里，总人口15843人，人口密度40.2人/平方公里。